# Етюди (Шопен)

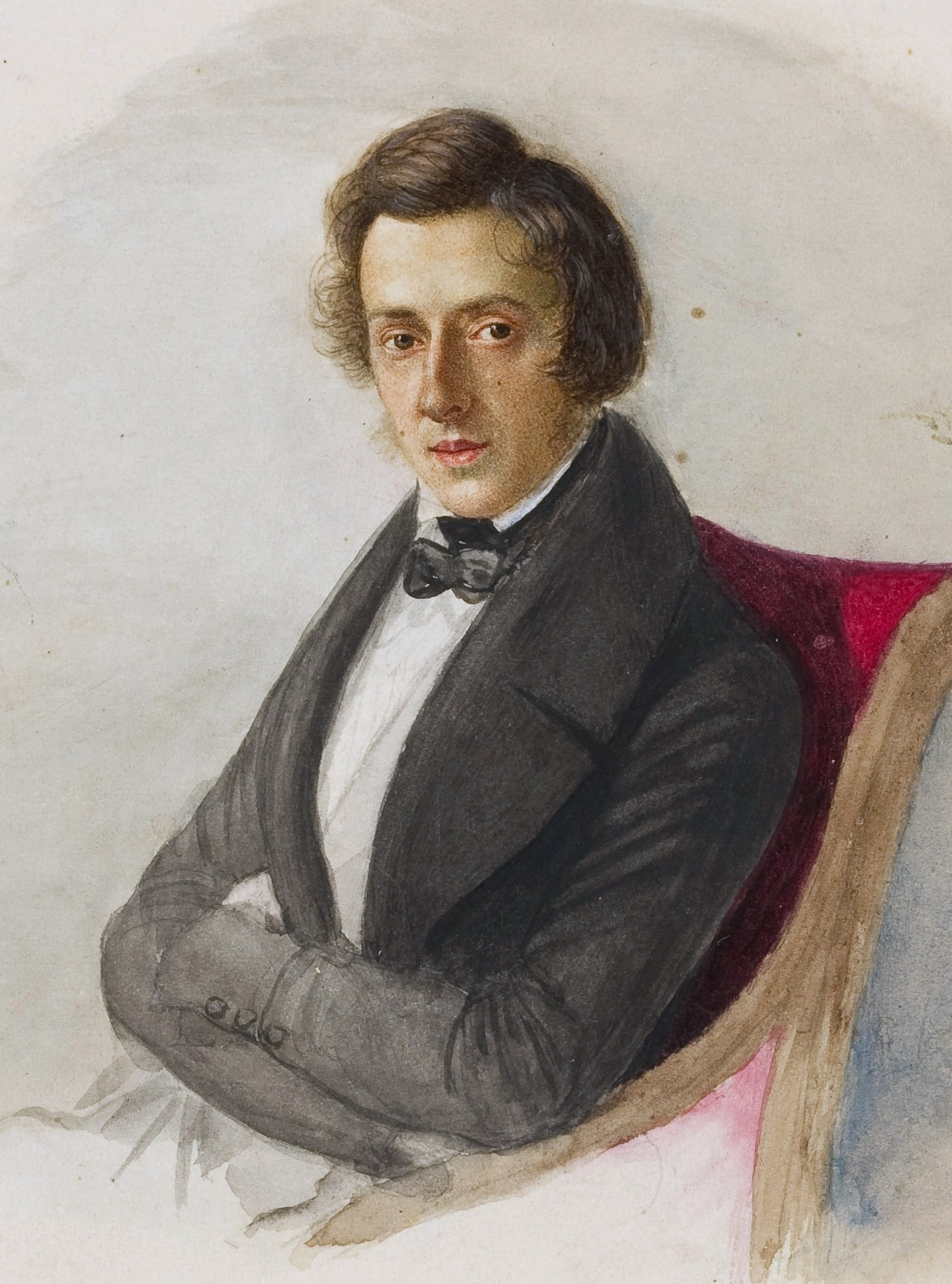
Шопен у 25, його наречена Марія Водзінська, 1835

Етюди Фредеріка Шопена — це три цикли етюдів для фортепіано, опублікованих у 1830-х роках. Загалом Ф.Шопен написав 27 етюдів - 12 етюдів ор. 10, 12 етюдів  Op. 25, а також три без номера опусу. 

## Історія

### Композиція
Усі 27 етюдів були опубліковані за життя Шопена; етюди ор. 10 були створені між 1829 і 1832 роками та були опубліковані в 1833 році у Франції, Німеччині та Англії. Етюди ор. 25 були створені в різний час між 1832 і 1835 роками і були опубліковані в тих самих країнах у 1837 році. Останні три були створені в 1839 році без присвоєного номера твору і були опубліковані в Німеччині та Франції в листопаді 1840 р., а в Англії - в січні 1841 р. 
Перші етюди серії Opus 10 були є рідкісними прикладами композицій, що були створені в юному віці, проте виявились інноваційними та гідними включення до числа світових шедеврів. 

### Вплив
Хоча вправи для фортепіано були поширеними з кінця 18 століття (Муціо Клементі, Йоганн Баптист Крамер, Ігнац Мошелес, Карл Черні), проте Етюди Шопена не лише представили нову колекцію технічних труднощів, але й стали частиною концертного репертуару . За висловом польського музикознавця Тадеуш А. Зелінського, «вони стали не тільки впорядкованою демонстрацією нового фортепіанного стилю і властивих йому формул, але й мистецьким облагородженням цього стилю». 
Етюди вплинули на подальший розвиток жанру в творчості Ференц Ліста,Р. Шумана, К.Дебюссі, С.Прокоф’єва і С.Рахманінова. 

## Список етюдів

### Етюди Op.10
Перший набір етюдів був опублікований у 1833 році, коли Шопену було лише 23, проте він уже прославився як композитор і піаніст у паризьких салонах, де він познайомився з Ференцем Лістом . Згодом Шопен присвятив йому цей цикл — " à mon ami Franz Liszt(до мого друга, Ференца Ліста).
Етюди № 8, 9, 10 і 11 датуються жовтнем/листопадом 1829 р., № 5 і 6, ймовірно, з літа 1830 р., № 1 і 2 від 2 листопада 1830 р. № 12 від вересня 1831 (?), № 7 від весни 1832, №. 4 від 6 серпня 1832 р. та №. 3 від 25 серпня 1832 (Париж). 
| №    | Тональність       | Початок                                                                                 | Аудіозаписи     |
| ---- | ----------------- | --------------------------------------------------------------------------------------- | --------------- |
| № 1  | До мажор          | Відтворення аудіо не підтримується у вашому браузері. Ви можете завантажити аудіо-файл. | Марта Голдштейн |
| № 2  | ля мінор          | Відтворення аудіо не підтримується у вашому браузері. Ви можете завантажити аудіо-файл. | Марта Голдштейн |
| № 3  | Мі мажор          | Відтворення аудіо не підтримується у вашому браузері. Ви можете завантажити аудіо-файл. | Марта Голдштейн |
| № 4  | до-дієз мінор     | Відтворення аудіо не підтримується у вашому браузері. Ви можете завантажити аудіо-файл. | Марта Голдштейн |
| № 5  | Соль-бемоль мажор | Відтворення аудіо не підтримується у вашому браузері. Ви можете завантажити аудіо-файл. | Марта Голдштейн |
| № 6  | мі-бемоль мінор   | Відтворення аудіо не підтримується у вашому браузері. Ви можете завантажити аудіо-файл. | Марта Голдштейн |
| № 7  | До мажор          | Відтворення аудіо не підтримується у вашому браузері. Ви можете завантажити аудіо-файл. | Марта Голдштейн |
| № 8  | Фа мажор          | Відтворення аудіо не підтримується у вашому браузері. Ви можете завантажити аудіо-файл. | Марта Голдштейн |
| № 9  | фа мінор          | Відтворення аудіо не підтримується у вашому браузері. Ви можете завантажити аудіо-файл. | Марта Голдштейн |
| № 10 | Ля-бемоль мажор   | Відтворення аудіо не підтримується у вашому браузері. Ви можете завантажити аудіо-файл. | Марта Голдштейн |
| № 11 | Мі-бемоль мажор   | Відтворення аудіо не підтримується у вашому браузері. Ви можете завантажити аудіо-файл. | Марта Голдштейн |
| № 12 | до мінор          | Відтворення аудіо не підтримується у вашому браузері. Ви можете завантажити аудіо-файл. | Марта Голдштейн |

### Етюди Op. 25
Етюди Шопена був опублікований у 1837 році та присвячений коханці Ференца Ліста, Марі д'Агульт, причини чого є предметом припущень. В сучасних виданнях етюди op. 25 нерідко публікуються разом з op. 10 з продовженням нумерації попереднього циклу (в таблиці наведено в дужках).
| №           | Тональність       | Початок                                                                                 | Аудіозаписи         |
| ----------- | ----------------- | --------------------------------------------------------------------------------------- | ------------------- |
| № 1 (№ 13)  | Ля-бемоль мажор   | Відтворення аудіо не підтримується у вашому браузері. Ви можете завантажити аудіо-файл. | Марта Голдштейн     |
| № 2 (№ 14)  | фа мінор          | Відтворення аудіо не підтримується у вашому браузері. Ви можете завантажити аудіо-файл. | Марта Голдштейн     |
| № 3 (№ 15)  | Фа мажор          | Відтворення аудіо не підтримується у вашому браузері. Ви можете завантажити аудіо-файл. | Марта Голдштейн     |
| № 4 (№ 16)  | ля мінор          | Відтворення аудіо не підтримується у вашому браузері. Ви можете завантажити аудіо-файл. | Марта Голдштейн     |
| № 5 (№ 17)  | мі мінор          | Відтворення аудіо не підтримується у вашому браузері. Ви можете завантажити аудіо-файл. | Марта Голдштейн     |
| № 6 (№ 18)  | соль-дієз мінор   | Відтворення аудіо не підтримується у вашому браузері. Ви можете завантажити аудіо-файл. | Марта Голдштейн     |
| № 7(№ 19)   | до-дієз мінор     | Відтворення аудіо не підтримується у вашому браузері. Ви можете завантажити аудіо-файл. | Марта Голдштейн \|- |
| № 8 (№ 20)  | Ре-бемоль мажор   | Відтворення аудіо не підтримується у вашому браузері. Ви можете завантажити аудіо-файл. | Марта Голдштейн     |
| № 9 (№ 21)  | Соль-бемоль мажор | Відтворення аудіо не підтримується у вашому браузері. Ви можете завантажити аудіо-файл. | Марта Голдштейн     |
| № 10 (№ 22) | сі мінор          | Відтворення аудіо не підтримується у вашому браузері. Ви можете завантажити аудіо-файл. | Марта Голдштейн     |
| № 11 (№ 23) | ля мінор          | Відтворення аудіо не підтримується у вашому браузері. Ви можете завантажити аудіо-файл. | Марта Голдштейн     |
| № 12 (№ 24) | до мінор          | Відтворення аудіо не підтримується у вашому браузері. Ви можете завантажити аудіо-файл. | Марта Голдштейн     |

## Етюди без зазначення опуса
Три етюди "Trois nouvelles études" були написані в 1839 році для посібника з гри на фортепіано Ігнаса Мошелеса та Франсуа-Жозефа Фетіса Méthode des méthodes de piano, і не отримали окремого номера опусу. Хоча технічно простіші, ніж у Op. 10 і 25, ці три етюди все ж зберігають баланс між технічними і художніми задачами.
| №    | Тональність     | Початок                                                                                 | Запис |
| ---- | --------------- | --------------------------------------------------------------------------------------- | ----- |
| ( 1) | фа мінор        | Відтворення аудіо не підтримується у вашому браузері. Ви можете завантажити аудіо-файл. |       |
| ( 2) | Ля-бемоль мажор | Відтворення аудіо не підтримується у вашому браузері. Ви можете завантажити аудіо-файл. |       |
| ( 3) | Ре-бемоль мажор | Відтворення аудіо не підтримується у вашому браузері. Ви можете завантажити аудіо-файл. |       |